# La casa maledetta
La casa maledetta (Dead Birds) è un film western horror del 2004, diretto da Alex Turner. In Italia il film è uscito direttamente per il mercato home video, distribuito dalla Columbia Pictures.

## Trama
William è il leader di un gruppo di soldati Confederati in fuga durante la guerra di secessione americana, che include Sam, Clyde e Joseph. Con l'aiuto di Todd, uno schiavo fuggito, e di Annabelle, un'infermiera dell'esercito, organizzano una rapina ad una banca che custodisce un carico di oro dei ribelli.
In cerca di un posto per trascorrere la notte, i criminali si accampano in una casa di fronte ad una piantagione abbandonata. Diventa immediatamente evidente che la vecchia casa non è disabitata come pensavano. Il precedente proprietario era un proprietario terriero con moglie e due figli. Dopo la morte della moglie, questi aveva tentato di riportarla in vita sacrificando i suoi figli, schiavi, ed altre creature, praticando riti di magia nera appresi dai suoi schiavi. Gli spiriti delle sue vittime sono però rimasti nella casa, ed attaccano chiunque osi entrarvi.
Con una tempesta in arrivo, Joseph porta i cavalli nel fienile. Quando si avvicina al pozzo per prendere dell'acqua, viene trascinato dentro da un'entità. Gli altri lo cercano senza successo.
Anche agli altri membri della banda accadono strane cose. Mentre riposa nella stanza da letto, Sam viene tormentato dal fantasma del contadino, che gli racconta quello che è successo, mentre Todd assiste al rituale stesso praticato su uno schiavo nero nel sotterraneo. Clyde assiste a quello che sembra Joseph che inciampa all'esterno e va a vedere. William e Annabelle, nel frattempo di guardia all'oro, si svegliano e, scoprendo che non c'è più, sospettano che Clyde lo abbia portato via. Mentre William cerca di trovare traccia di Clyde, Sam viene posseduto dall'agricoltore e mostra ad Annabelle quello che è accaduto. Al termine del rituale la famiglia dell'agricoltore si era trasformata in entità demoniache simili ad una strana creatura che il gruppo aveva ucciso arrivando sul posto. Subito dopo Sam muore, ed Annabelle tenta di convincere William ad andare via. Anche Todd si riunisce con la coppia, con l'intenzione di andarsene.
Quando raggiungono il fienile, I tre trovano I cavalli mutilati. Todd inizia ad udire e vedere cose che gli altri due non percepiscono, e cerca di andarsene. William si rifiuta di andarsene senza l'oro e, accompagnato da Annabelle, torna sul retro della casa, per scoprire che il corpo di Sam è sparito. Nel campo, Sam, posseduto, attacca Todd. Quando William ed Annabelle ritornano nel campo, trovano Clyde legato come uno spaventapasseri con occhi e bocca cuciti. I due tentano di scappare, ma finiscono per dividersi. William spara, e colpisce accidentalmente Annabelle, che muore sul colpo.
Il mattino seguente, William si lascia finalmente alle spalle il cadavere di Annabelle. Viene attaccato dal loro cane e cerca di fuggire. Il pubblico è portato a credere che sia inseguito da una creatura demoniaca. Quando finalmente William lascia il campo, viene ucciso dalle autorità, rivelando così che lui stesso era stato trasformato nella creatura demoniaca, e che le autorità lo avevano scambiato per un qualche animale deforme. Due dei soldati scoprono le monete d'oro cadute a William, e raggiungono la casa per indagare. Mentre attraversano il campo scoprono il cadavere di Annabelle, anche quello apparentemente trasformato in quello della creatura. Dopodiché scoprono che il corpo di Annabelle era stato abusato da William intento a evocare la creatura dentro di sé ma senza successo.